# Thomas Grøgaard
Thomas Grøgaard (Arendal, 1994. február 8. –) norvég válogatott labdarúgó, a Strømsgodset hátvédje.

## Pályafutása

### Klubcsapatokban
Grøgaard a norvégiai Arendal városában született. Az ifjúsági pályafutását a Kragerø csapatában kezdte, majd 2010-ben az Odd akadémiájánál folytatta.
2012-ben mutatkozott be az Odd első osztályban szereplő felnőtt csapatában. Először 2013 augusztusában a Molde ellen 1–1-es döntetlennel zárult mérkőzésen lépett pályára. Első gólját 2016. június 30-án, a finn IFK Mariehamn ellen 2–0-ra megnyert Európa-liga mérkőzésen szerezte. 2019 nyarán a Brann csapatához szerződött.
2021. augusztus 31-én 2½ éves szerződést kötött a Strømsgodset együttesével. Grøgaard a szeptember 12-én, a Kristiansund ellen debütált.

### A válogatottban
2014-ben debütált a norvég válogatottban. Először 2014. augusztus 27-én, Egyesült Arab Emírségek ellen 0–0-ás döntetlennel zárult barátságos mérkőzésen lépett pályára.

## Statisztikák
2022. szeptember 18. szerint
| Klub         | Szezon   | Osztály     | Bajnokság | Bajnokság | Kupa  | Kupa | Nemzetközi | Nemzetközi | Összesen | Összesen |
| Klub         | Szezon   | Osztály     | Meccs     | Gól       | Meccs | Gól  | Meccs      | Gól        | Meccs    | Gól      |
| ------------ | -------- | ----------- | --------- | --------- | ----- | ---- | ---------- | ---------- | -------- | -------- |
| Odd          | 2013     | Tippeligaen | 10        | 0         | 0     | 0    | —          | —          | 10       | 0        |
| Odd          | 2014     | Tippeligaen | 30        | 0         | 1     | 0    | —          | —          | 31       | 0        |
| Odd          | 2015     | Tippeligaen | 27        | 0         | 1     | 0    | 6          | 0          | 34       | 0        |
| Odd          | 2016     | Tippeligaen | 26        | 0         | 0     | 0    | 3          | 1          | 29       | 1        |
| Odd          | 2017     | Eliteserien | 24        | 1         | 1     | 0    | 3          | 0          | 28       | 1        |
| Odd          | 2018     | Eliteserien | 14        | 0         | 2     | 0    | —          | —          | 16       | 0        |
| Odd          | Összesen | Összesen    | 131       | 1         | 5     | 0    | 12         | 1          | 148      | 2        |
| Brann        | 2018     | Eliteserien | 12        | 0         | 0     | 0    | 0          | 0          | 12       | 0        |
| Brann        | 2019     | Eliteserien | 13        | 0         | 3     | 1    | 0          | 0          | 16       | 1        |
| Brann        | 2020     | Eliteserien | 24        | 1         | 0     | 0    | 0          | 0          | 24       | 1        |
| Brann        | 2021     | Eliteserien | 8         | 0         | 0     | 0    | 0          | 0          | 8        | 0        |
| Brann        | Összesen | Összesen    | 57        | 1         | 3     | 1    | 0          | 0          | 60       | 2        |
| Strømsgodset | 2021     | Eliteserien | 13        | 0         | 1     | 0    | —          | —          | 14       | 0        |
| Strømsgodset | 2022     | Eliteserien | 23        | 0         | 3     | 0    | —          | —          | 26       | 0        |
| Strømsgodset | Összesen | Összesen    | 36        | 0         | 4     | 0    | 0          | 0          | 40       | 0        |
| Összesen     | Összesen | Összesen    | 224       | 2         | 12    | 1    | 12         | 1          | 248      | 4        |

## Fordítás
Ez a szócikk részben vagy egészben  a   Thomas Grøgaard című angol Wikipédia-szócikk fordításán alapul.  Az eredeti cikk szerkesztőit annak laptörténete sorolja fel. Ez a jelzés csupán a megfogalmazás eredetét és a szerzői jogokat jelzi, nem szolgál a cikkben szereplő információk forrásmegjelöléseként.